# آنا مكغاهان
آنا مكغاهان (بالإنجليزية: Anna McGahan)‏ هي ممثلة أسترالية، ولدت في 2 مايو 1988 في بريزبان في أستراليا.

## وصلات خارجية
- آنا مكغاهان على موقع IMDb (الإنجليزية)
- آنا مكغاهان على موقع قاعدة بيانات الفيلم (الإنجليزية)